# Borås centralstation
Borås centralstation är en järnvägsstation med tågtrafik på Kust till kust-banan, Älvsborgsbanan och Viskadalsbanan. Stationsområdet ligger strax utanför den äldsta stadskärnan. Stationshusets huvudingång vetter mot en öppen och delvis trafikerad torgliknande yta kallad Centralplan, där en taxistation finns och en regional bussterminal kallad Borås resecentrum. Spårområdet ligger norr om stationsbyggnaden. Väster om stationen ligger före detta lokstallar. Stationen blev byggnadsminne år 2001.

## Bakgrund

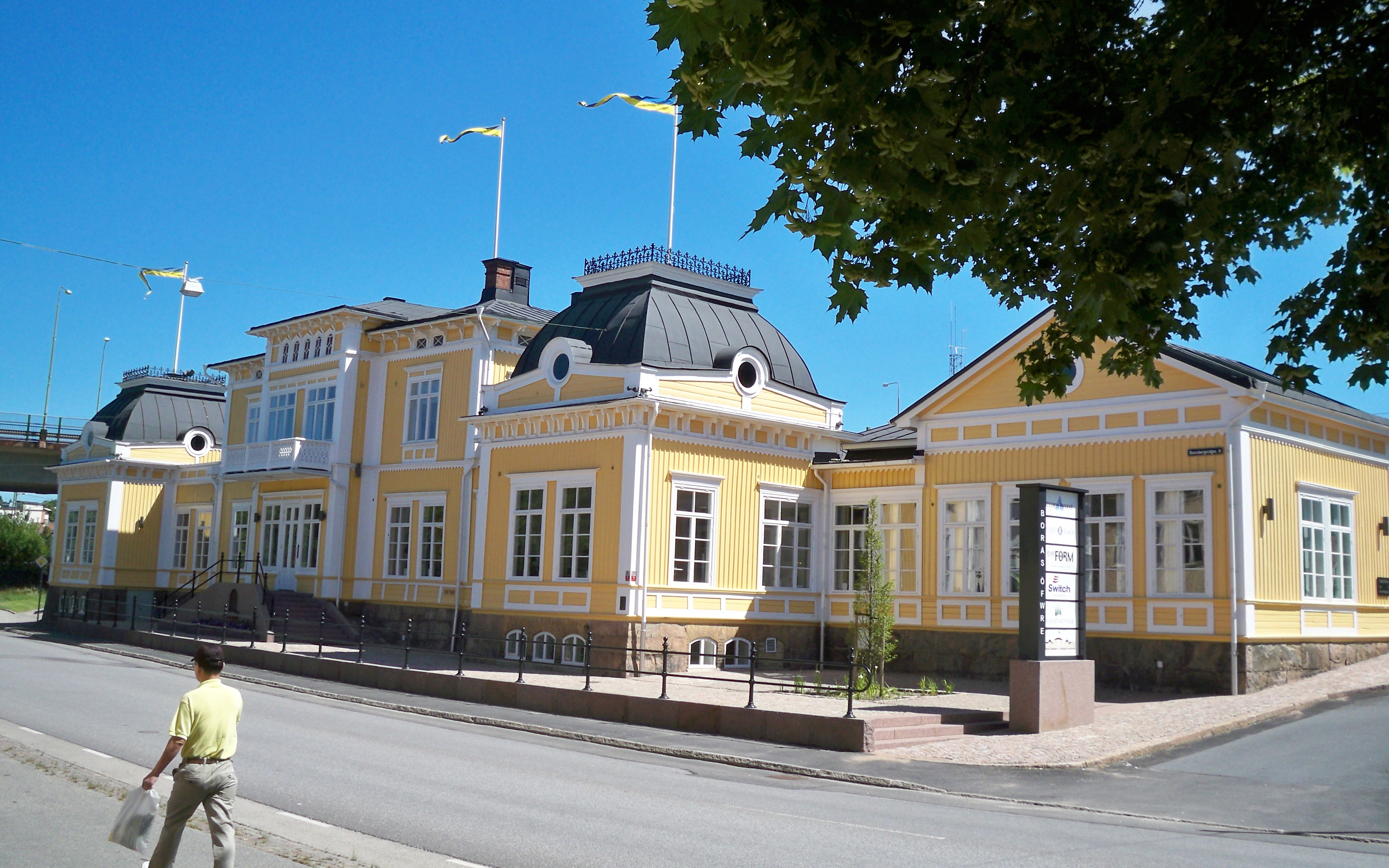
Borås Öfwre. Ett likadant gavelhus finns i andra ändan av det symmetriskt byggda stationshuset.

### Borås Öfwre
Borås första järnvägsförbindelse var en bibana till Westra stambanan – den norrgående Borås-Herrljunga Järnväg. Borås Järnväg, som den hette från början, invigdes 30 juli 1863 i närvaro av Karl XV. Stationsbyggnaden, som ritades av Adrian C. Peterson, användes under ett sekel, fram till 1968. Stationsområdet hade som mest sex växlingsspår. 350 meter norr om stationen fanns en vändskiva på sex meter framför ett rundstall i tegel med plats för fem lok. Stationshuset i trä, som efter 1894 kallades Borås Öfwre, finns ännu bevarat på Skaraborgsvägen.

### Borås Nedre
Under 1880-talet tillkom ytterligare två banor: den sydvästliga Varberg-Borås Järnväg och den sydliga Kindsbanan. Stadens fjärde järnväg blev den västliga Göteborg–Borås Järnväg som stod klar 1894, och vars ägare lät bygga en ny station vid en tidigare hållplats längs Varbergsbanan och denna järnvägsstation skulle under lång tid kallas Borås Nedre. År 1902-03 anlades ytterligare en privatbana – Borås-Alvesta Järnväg, och 1917 ännu en – Borås–Ulricehamns Järnväg. Båda banor hade Borås Nedre som station och gick ur staden mot sydöst. Under 1900-talets första decennier utvecklades ett allt närmre samarbete mellan järnvägslinjerna, och de slogs samman 1930. Borås Nedre blev den gemensamma huvudstationen och stationsnamnet ändrades till Borås Central.

## Byggnaden
Stationshuset ritades av arkitekten Adrian C. Peterson i samarbete med sonen Carl Crispin som då var privatpraktiserande arkitekt i Borås. 
Regeringen beslutade 27 augusti 1986 att byggnaden skulle skyddas som statligt byggnadsminne. Den 1 januari 2001 övergick fastigheten till att bli byggnadsminne enligt 3 kap. kulturmiljölagen. Riksantikvarieämbetet fastställde skyddsföreskrifter 27 maj 2003 i samråd med ägaren Jernhusen AB och Länsstyrelsen för Västra Götalands län. Ett övergripande syfte är att tillgängliggöra den historia om länets kulturarv som byggnadsminnena berättar och att därigenom öka medvetenheten om dess kulturhistoriska värden.
Byggnadens exteriör är strikt symmetrisk med en kraftigt markerat tvåvånings mittparti flankerat av lägre sidopartier med två fönsteraxlar. Mittdelen markeras särskilt genom två torn samt ett centralt gavelparti med utkragade torn. Rundbågemotivet upptill i bottenvåningens fönster hålls ihop av murade tegelband och ger byggnaden tyngd och horisontalverkan, rundbågen används även i mittdelens och tornens takgesims. Vertikalverkan skapas genom tornen och gavelpartiet och förstärks av krönta utsirade smidesdetaljer. Byggnadsmaterial består huvudsakligen av natursten och hårdbränt tegel. Den ökade trafikmängden i början av 1900-talet ställde krav på utbyggnad av såväl station som stationshus. Byggnadens sidopartier förlängdes med tre fönsteraxlar och avslutades med ett förhöjt gavelparti med samma formspråk som det i mittdelen. Taket är täckt med grön falsad plåt. Väntsalen har stora fönster med två lufter samt överluft. Bågarna är brunmålade. Fönstren på övre våningsplanet i byggnadens mittparti avslutas upptill med segmentbåge.
Interiören har genomgått flera förändringar under årens lopp, senast 1991 då bland annat väntsalen ommålades och entrédörrarna byttes ut.

## Bilder av Borås centralstation

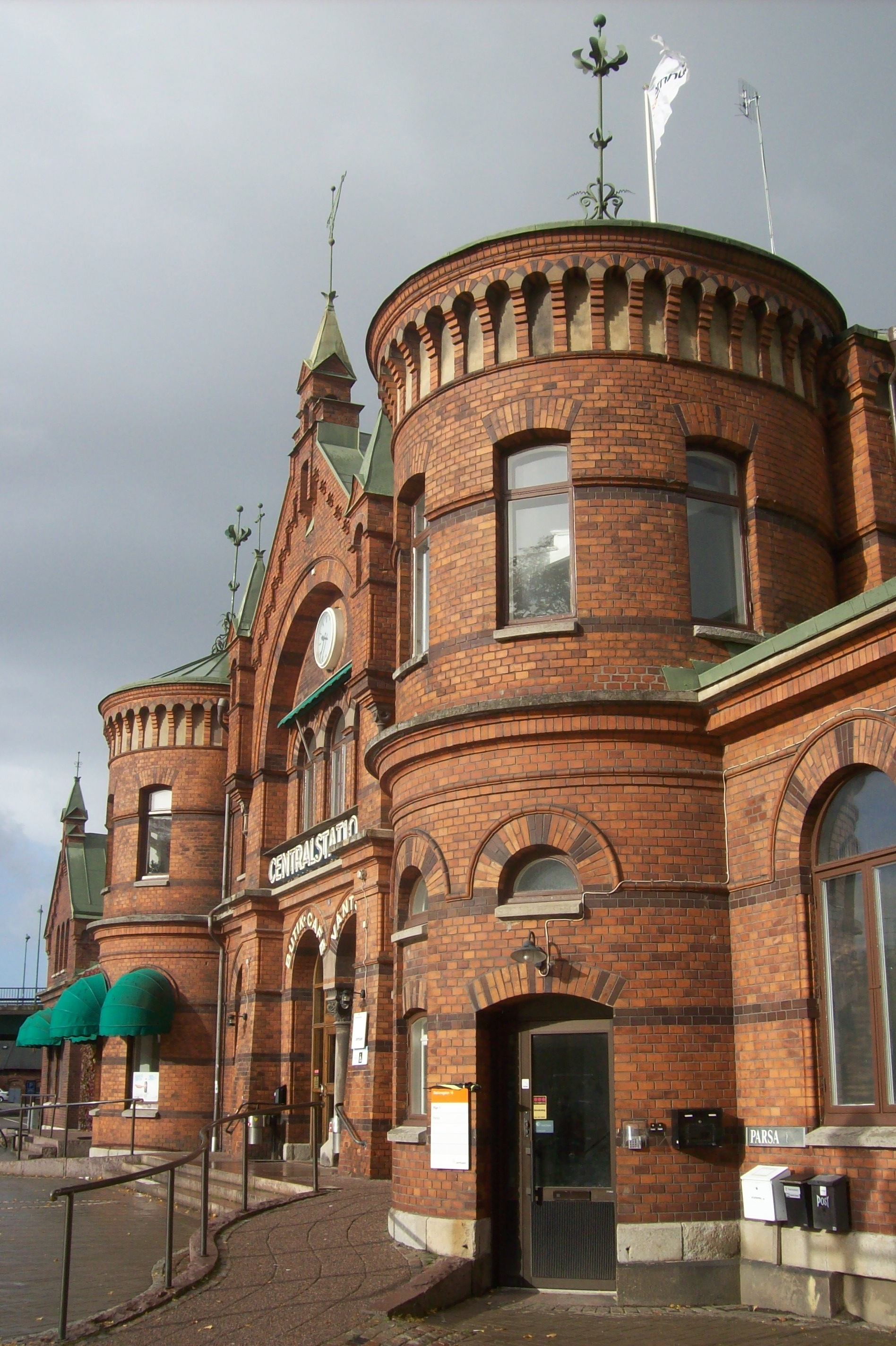
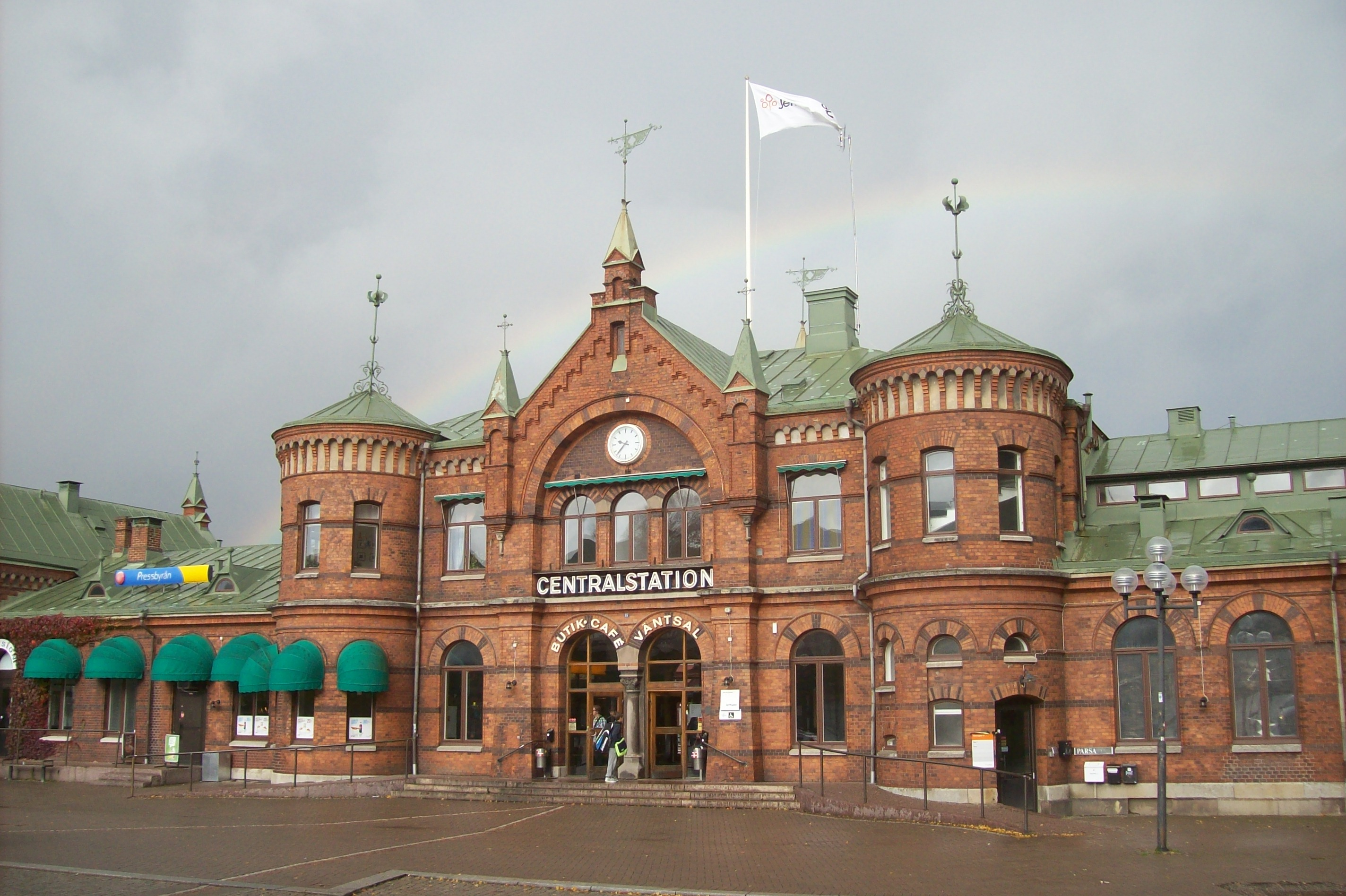
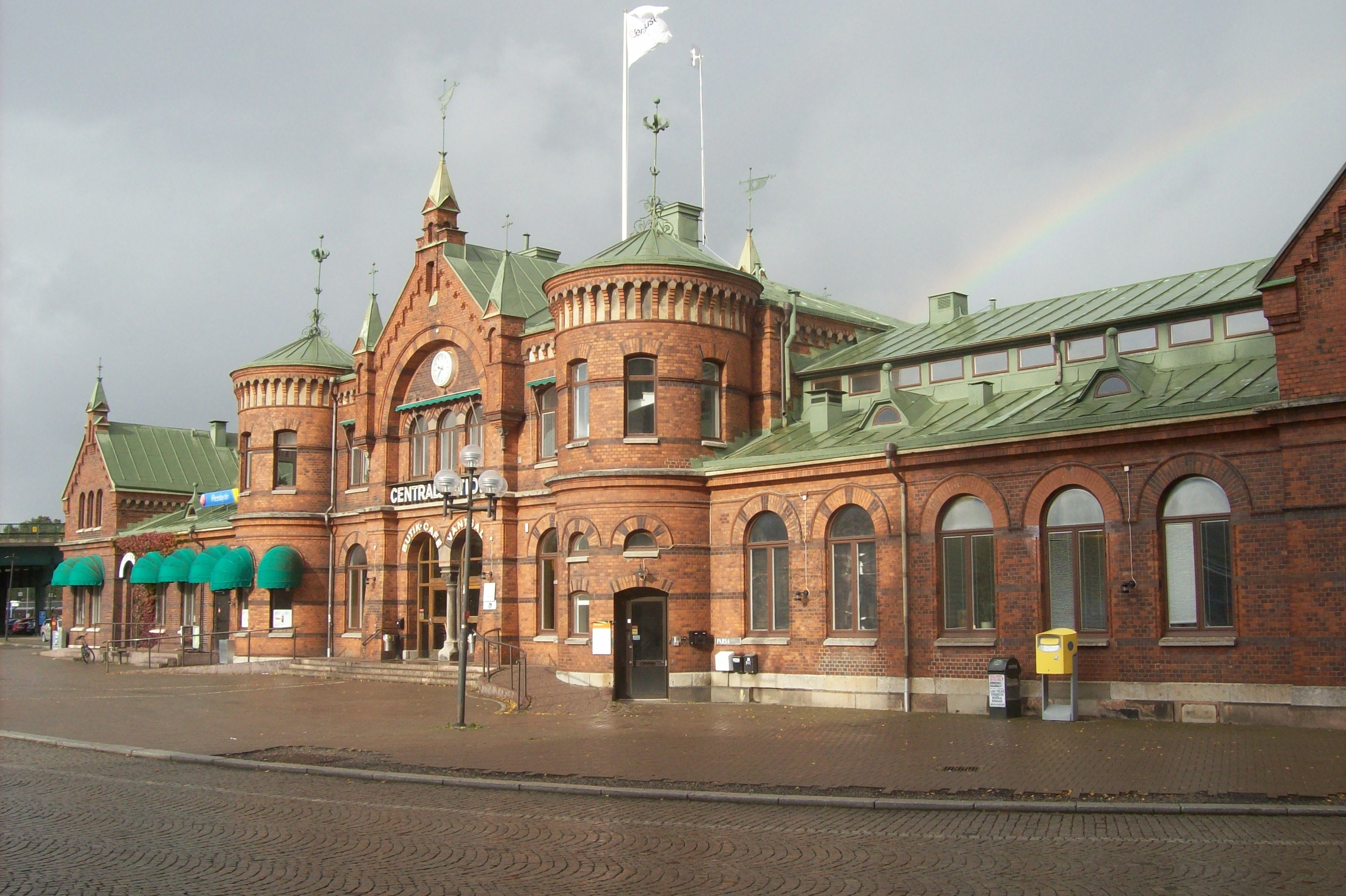

### Fotnoter
1. ↑  ”Fastighetsförteckning 2011”. Jernhusen AB. sid. 10. Arkiverad från originalet den 31 augusti 2017. https://web.archive.org/web/20170831002241/https://www.jernhusen.se/globalassets/dokument/fastighetsforteckning/jernhusen-fastighetsforteckning-2011.pdf. Läst 4 mars 2013.
2. ↑  Wiki Loves Monuments databas, 6 maj 2017, läs online.[källa från Wikidata]
3. ↑  anläggningspresentation - Borås centralstation, byggnadsminne.
4. ↑  Borås stads historia II (2005), s 86.
5. ↑  Webbplats om Borås Öfwre Station Arkiverad 11 oktober 2011 hämtat från the Wayback Machine. borasofwre.se
6. ↑  Snabbfakta om Borås-Herrljunga Järnväg Arkiverad 14 januari 2015 hämtat från the Wayback Machine. historiskt.nu
7. ↑  Artikel av Arne O Augustsson Arkiverad 20 februari 2009 hämtat från the Wayback Machine. bt.se
8. ↑   Arkiverad 29 oktober 2013 hämtat från the Wayback Machine. Bebyggelseregistret, Riksantikvarieämbetet